# BMW 803

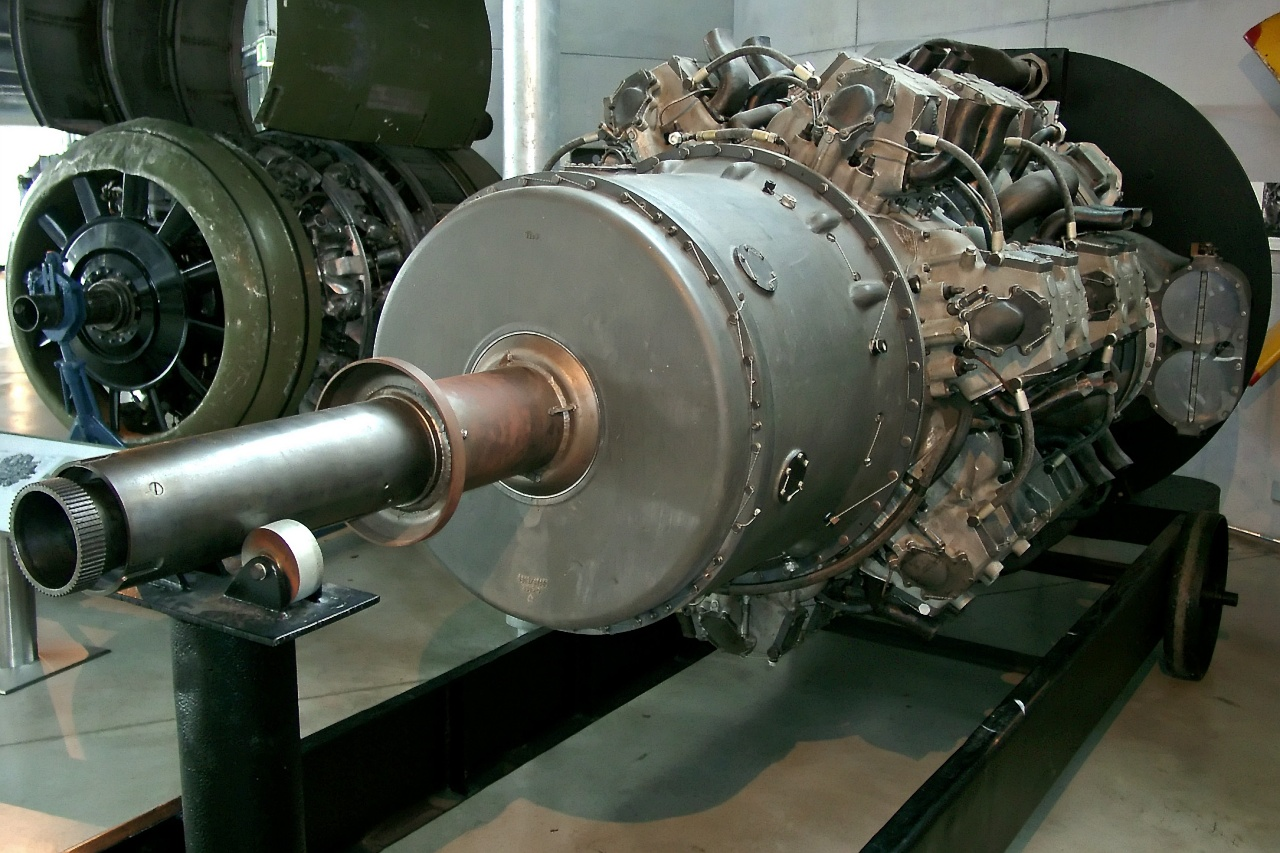
BMW 803 エンジン

BMW 803 はBMWの開発した高出力航空機エンジンである。2基のBMW 801を背中合わせにして2重反転プロペラを駆動する。結果として28気筒4列式の星型エンジンになった。アメリカのプラット・アンド・ホイットニー R-4360とシリンダ配置が似ているが803は液冷である。

## 設計と開発
大出力エンジン設計する際に常にクランクシャフトの強度が問題となった。この問題は同様のBMW 802等他の2,500馬力級エンジンにも当てはまる。この問題を回避する為に技術者達は共通のクランクシャフトを廃する事を決め二組の独立した2重反転式プロペラを駆動した。前のエンジンは直接前のプロペラを駆動して後部のエンジンは複数の小径の伝達軸でシリンダブロックを超えてエンジンの前方へ伝達して後部のプロペラを歯車を介して回転させた。
このエンジンは乾燥重量で2,950 kg、オイル・冷却水を含めると4,130 kgにもなり排気量は83.5Lという凄まじい重量級エンジンであり、このエンジンの出力は3,900 PS(2,868 kW)に達した。このエンジンはドイツのエンジンなかでも最も高い出力を誇るエンジンだったが、パワーウェイトレシオ(出力重量比)は0.60 hp/lbと低く、ほかの大型エンジン例えばユンカース Jumo 222の1.04 hp/lbに比べるとかなり低い値となっていた。また燃費が悪く34.4 kW/lであり、ユンカース Jumo 222の40 kW/lと比べても劣っていた。
また、後部のエンジンの場合、共通のクランクシャフトがないのでエンジンの補記類はそれぞれ単独で駆動されなければならなかった。過給器自体が数百馬力消費したので後部のプロペラは前方よりも出力が下がった。
同様の双子エンジンとしてダイムラー・ベンツ DB 601エンジンを2つつなげたDB 606も単一のプロペラシャフトを駆動させていたが、DB 606は全で運用されたのに対しBMW 803は試験段階にあり量産はされなかった。

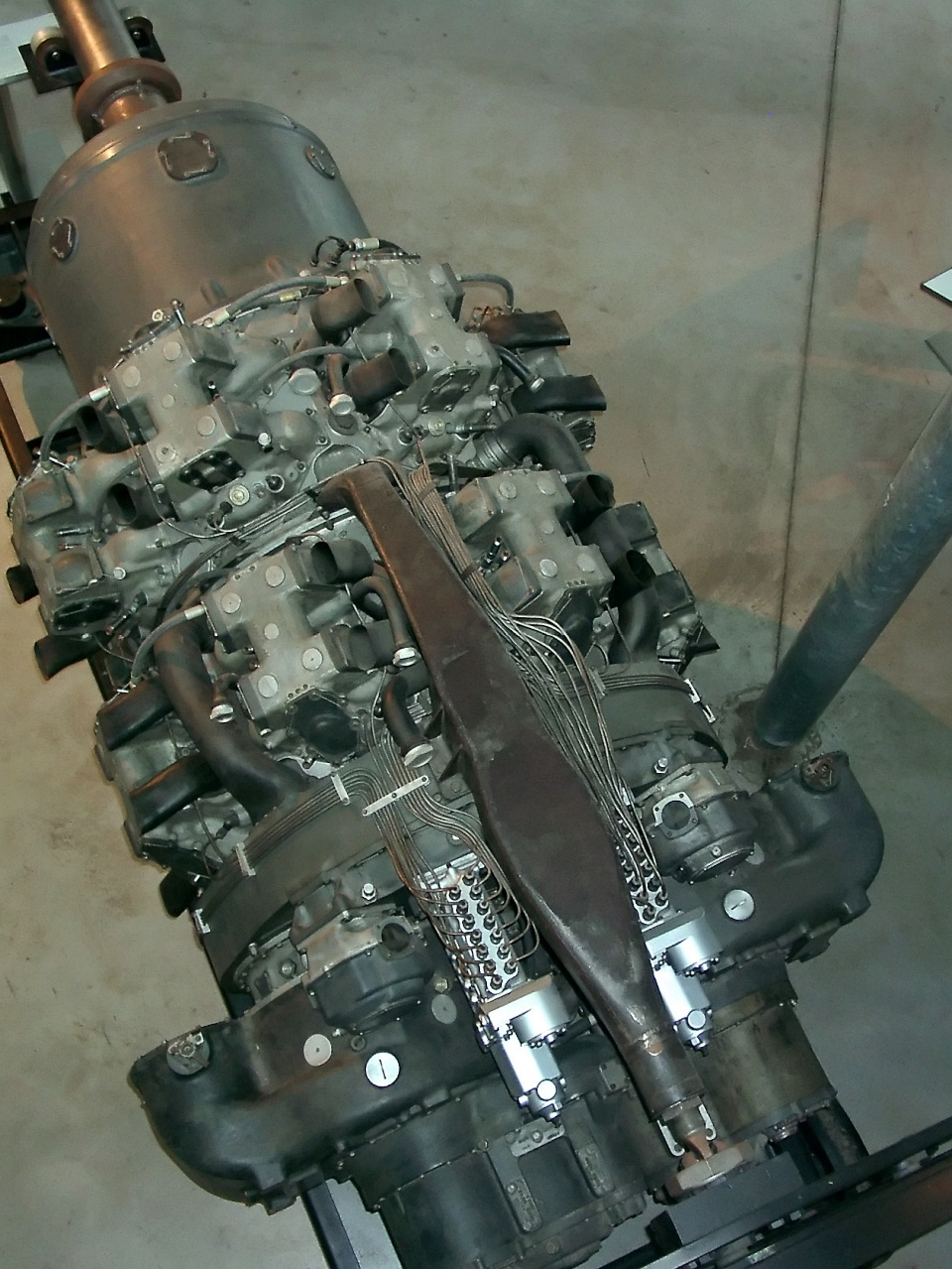
上から見たBMW 803 エンジン、前後に二つエンジンが並んでいるのがわかる

## BMW 801/802/803の航空機計画
エンジンはフォッケウルフ Fw 238、フォッケウルフ Ta-400の6発機型(アメリカ爆撃機と呼ばれた)や他の爆撃機に搭載する計画だった。6発エンジンの巨大な爆撃機Ta-400はニューヨークを爆撃する「超長距離爆撃機」として設計された。この計画は占領下にあるフランスからニューヨークへ飛行し、フランスに帰ってくることを想定したが実現しなかった。
フォッケウルフはこのエンジンを使用して単座の戦闘機を設計した。また、ブローム・ウント・フォスもいくつか設計案を出したがすべて実現せずに終わっている。
BMW 803はひとつだけドイツの博物館に現存している。

## 仕様 (BMW 803)
- 形式:28気筒4列星型エンジン
- 内径:156 mm (6.14 in)
- 行程:156 mm (6.14 in)
- 排気量:83.5 L (5,095 in³)
- 直径::160 cm (63 inches)
- 重量:4 130 kg (9,100 lbs)
- 弁装置:ナトリウム冷却排気弁、気筒あたり1組の給排気弁
- 燃料供給:燃料噴射
- 冷却:水冷
- 出力:2 940 kW (3,950 hp)
- リッター毎の出力:34.3 kW/L (0.75 hp/in³)
- 圧縮比:　6.5:1
- 重量・出力比：380 g/kWh (0.63 lb/hp·h)
- 出力・重量比:970 W/kg (0.59 hp/lb)

## 関連
- プラット・アンド・ホイットニー R-4360 Wasp Major 星型エンジン 803と同じシリンダ配列
- ライト R-3350 サイクロン 18気筒空冷エンジンB-29に搭載